# Polska na Letniej Uniwersjadzie 2015
Reprezentanci Polski na Letniej Uniwersjadzie 2015 w Gwangju zdobyli 18 medali.

## Złoto
- Jerzy Kowalski – wioślarstwo, jedynka wagi lekkiej
- Paweł Fajdek – lekkoatletyka, rzut młotem – 80,05
- Joanna Linkiewicz – lekkoatletyka, 400 m ppł – 55,62
- Małgorzata Hołub, Monika Szczęsna, Joanna Linkiewicz, Justyna Święty – lekkoatletyka, sztafeta 4 × 400 metrów – 3.31,98

## Srebro
- Martyna Mikołajczak, Monika Kowalska – wioślarstwo, dwójka podwójna wagi lekkiej
- Dawid Grabowski, Adam Wicenciak – wioślarstwo, dwójka podwójna
- Bartosz Jasiecki – strzelectwo, karabin małokalibrowy leżąc 50 strzałów – 206,4 pkt.
- Bartosz Jasiecki, Paweł Pietruk, Maciej Wojtasiak – strzelectwo, karabin małokalibrowy leżąc 50 strzałów drużynowo – 1856,4 pkt.
- Anna Jagaciak-Michalska – lekkoatletyka, skok w dal – 6,57
- Emilia Ankiewicz – lekkoatletyka, 400 m ppł – 56,55
- Małgorzata Hołub – lekkoatletyka, 400 m – 51,93
- Joanna Fiodorow – lekkoatletyka, rzut młotem – 69,69
- Paulina Guba – lekkoatletyka, pchnięcie kulą – 17,94
- Adam Pawłowski, Grzegorz Zimniewicz, Artur Zaczek, Kamil Kryński oraz Jakub Adamski (biegł w eliminacjach) – lekkoatletyka, sztafeta 4 × 100 metrów – 39,50

## Brąz
- Marta Puda – szermierka, szabla
- Anna Jagaciak-Michalska – lekkoatletyka, trójskok – 13,81
- Robert Sobera – lekkoatletyka, skok o tyczce – 5,50
- Mateusz Zagórski, Michał Pietrzak, Kamil Gurdak, Rafał Omelko oraz Robert Bryliński (biegł w eliminacjach) – lekkoatletyka, sztafeta 4 × 400 metrów – 3.07,77